# مارك بيرنز
مارك بيرنز (بالإنجليزية: Marc Burns) مواليد 7 يناير 1983، هو عداء من ترينيداد وتوباغو متخصص في 100 متر و100 متر تتابع. شارك في دورة الألعاب الأولمبية وحصل على الميدالية الفضية.

## الميداليات
| الميدالية | المسابقة                                                 |
| --------- | -------------------------------------------------------- |
| فضية      | الألعاب الأولمبية الصيفية 2008                           |
| فضية      | الألعاب الأولمبية الصيفية 2012                           |
| فضية      | بطولة العالم لألعاب القوى 2001                           |
| فضية      | بطولة العالم لألعاب القوى 2005                           |
| فضية      | بطولة العالم لألعاب القوى 2009                           |
| فضية      | دورة الألعاب الأمريكية 2003                              |
| برونزية   | دورة ألعاب الكومنولث 2006                                |
| برونزية   | دورة ألعاب الكومنولث 2014                                |
| فضية      | بطولة العالم للناشئين لألعاب القوى 2002                  |
| فضية      | بطولة أمريكا الوسطى والكاريبي لألعاب القوى للناشئين 2000 |
| فضية      | بطولة أمريكا الوسطى والكاريبي لألعاب القوى للناشئين 2002 |
| فضية      | بطولة أمريكا الوسطى والكاريبي لألعاب القوى للناشئين 1998 |
| فضية      | بطولة أمريكا الوسطى والكاريبي لألعاب القوى للناشئين 1998 |
| فضية      | بطولة أمريكا الوسطى والكاريبي لألعاب القوى للناشئين 1998 |
| برونزية   | بطولة أمريكا الوسطى والكاريبي لألعاب القوى للناشئين 1998 |

## روابط خارجية
- مارك بيرنز على موقع الاتحاد الدولي لألعاب القوى (الإنجليزية)
- مارك بيرنز على موقع الدوري الماسي (الإنجليزية)
- مارك بيرنز على موقع اللجنة الأولمبية الدولية (الإنجليزية)
- مارك بيرنز على موقع أوليمبيديا (الإنجليزية)
- مارك بيرنز على موقع اتحاد ألعاب الكومنولث (مؤرشف) (الإنجليزية)